# Saint-Samson-la-Poterie

Saint-Samson-la-Poterie este o comună în departamentul Oise, Franța. În 1 ianuarie 2022 avea o populație de 231 de locuitori.

## Geografie
Orașul Saint-Samson-la-Poterie este situat la capătul vestic al departamentului Oise, care se învecinează cu departamentele din Seine-Maritime.

## Urbanism
În 1999, 84,5% dintre locuitorii municipiului aveau casele lor (față de 60,4% pentru departament), iar 10,3% erau chiriași (față de 35,8%).

## Toponimie
În timpul Revoluției, comuna, numită apoi Saint-Samson, poartă numele de Samson-sur-Thérain.
Orașul era numit Saint-Samson înainte de 1961.

## Buget și impozitare
Principalul buget municipal pentru anul 2006 a fost de 90.000 de euro de investiții și 159.000 de euro de funcționare.
Impozitul pe locuințe perceput de municipalitate în 2006 a fost de 7,08%, impozitul pe proprietăți imobiliare a fost de 15,32%, iar impozitul pe profit de 7,22%.